# 松居直美 (オルガン奏者)
松居 直美（まつい なおみ、1956年11月22日 - ）は、東京都渋谷区原宿出身のオルガニスト。過去の「パイプオルガン」演奏にとどまらない斬新な演奏でオルガンのファンを広げた。日本オルガニスト協会会員。聖徳大学音楽学部演奏学科器楽コース、および大学院音楽文化研究科教授。日本基督教団小金井教会オルガニスト。

## 略歴と活動
- 1975年：青山学院高等部卒業[2]。
- 1979年：国立音楽大学音楽学部器楽学科オルガン専攻卒業。
- 1981年：同大学院音楽研究科修士課程修了。
- 在学中の1979年に日本オルガンコンクール1位
- 1982年：西ドイツ国立フライブルク音楽大学に入学。
- 1983年：第21回リスト記念国際音楽コンクールのオルガン部門で優勝。
- 1984年12月：日本でデビューリサイタル。
- 1985年：ニュルンベルク国際音楽コンクールのオルガン部門で優勝。
- 同年フライブルク音楽大学を最優等で卒業し帰国。日本での音楽活動を本格化。
- 1993年：所沢市民文化センター ミューズの音楽アドヴァイザーとして様々な企画・運営に携わりパイプオルガンの普及に努め、芸術文化の発展に貢献している[3]。
- 2004年：ミューザ川崎シンフォニーホールのアドヴァイザーとして、オルガンの企画、啓蒙活動にも積極的に取り組む[1]。
- 2013年：「J.S.バッハ:ライプツィヒ:コラール集」で文化庁芸術祭レコード部門受賞[1]。
- 2014年：下總皖一音楽賞（音楽文化貢献部門）受賞[3]。
- 日本各地のパイプオルガンを演奏し多くの聴衆を魅了するとともに、パーカッションやトランペットとの共演や多重録音などでアルバムを発表。オルガン演奏の新境地を開拓。

## 作品リスト

### アルバム
- 愛のコラール（1986年6月21日） - デビュー盤（CBS・ソニー）
- 展覧会の絵（1987年） - パーカッションの吉原すみれ・山口恭範との共演。
- 火の鳥（1988年） - ハープ奏者篠崎史子との共演
- 浪漫派（1990年）
- J.S.バッハ「祈り」（1998年）
- バッハ・オルガン名曲集（2000年） - トッカータとフーガニ短調、など
- 惑星